# Cícero Dumont
Cícero Dumont foi um político brasileiro do estado de Minas Gerais.
Foi eleito deputado estadual na Assembleia Legislativa de Minas Gerais durante seis legislaturas: na 2ª legislatura (1951 - 1955), da 4ª à 6ª legislatura (1959 - 1971) e da 8ª à 9ª legislatura (1975 - 1983).